# Olof Nilsson i Örebro
Olof Nilsson (i riksdagen kallad Nilsson i Örebro), född 6 maj 1874 i Kiaby församling, Kristianstads län, död 2 november 1939 i Örebro (Olaus Petri), var en svensk modellsnickare och politiker (socialdemokrat).
Nilsson var verksam som modellsnickare vid SJ:s centrala verkstäder i Örebro. Han var ledamot av andra kammaren 1912–1932, fram till 1921 invald i Örebro läns norra valkrets, därefter invald i Örebro läns valkrets.